# José de Córdoba y Rojas
José María Fernández de Córdoba y Rojas, plus connu sous le nom de José Córdova ou encore José de Córdova, né à San Fernando dans la province de Cadix le 6 avril 1774 et exécuté à Potosí en Haut-Pérou le 15 décembre 1810, est un officier de marine et administrateur colonial espagnol des XVIIIe et XIXe siècles. Il joue un rôle important dans l'histoire de la vice-royauté du Río de la Plata.

## Biographie
José de Córdova descend d'une famille d'hidalgos aisés, dont un grand nombre ont servi au sein de la marine de guerre espagnole. Son père, José de Córdova y Ramos, commandait l'escadre espagnole battue au large du cap Saint-Vincent en 1797 par la flotte anglaise sous les ordres de l'amiral Jervis, une défaite qui lui vaudra d'être dégradé par la suite. Le jeune José de Córdova fait ses études à l'académie navale de Cadix, et à seize ans, il est lieutenant de frégate. Il participe à plusieurs expéditions le long des côtes italiennes dirigées contre la marine royale française, et par la suite contre la Royal Navy. Il prend part à la prise de Toulon, à la défense de Cadix, et fait partie de la flotte combinée franco-espagnole qui combat les Anglais pendant les guerres de la Révolution.
Il parvient à la vice-royauté du Río de la Plata en 1801 avec le grade de capitaine de frégate, avec pour ordre de se rendre à la station navale de Montevideo. Il participe à la reprise de Buenos Aires sur les Anglais, et en 1807 à la défense de la ville contre les Anglais qui cherchaient à la reprendre. Il est promu pour son comportement lors de ce combat.
En 1809, il rejoint l'armée de terre avec le grade de mayor general, sous les ordres du brigadier Vicente Nieto; ce dernier était arrivé à Buenos Aires en compagnie de Baltasar Hidalgo de Cisneros, le nouveau vice-roi envoyé en remplacement de Santiago de Liniers, et qui sera par la suite démis, lui aussi, par le Junte de Buenos Aires. À Buenos Aires il est perçu comme un mauvais officier, ainsi qu'un fonctionnaire, corrompus et malhonnêtes.[réf. nécessaire]

## Sources et bibliographie
- (en) Cet article est partiellement ou en totalité issu de l’article de Wikipédia en anglais intitulé « José de Córdoba y Rojas » (voir la liste des auteurs).
- (es) Emilio Bidondo, La guerra de la independencia en el Alto Perú, éd. Círculo Militar, Buenos Aires, 1979.
- (es) Pablo Camogli, Batallas por la libertad, éd. Aguilar, Buenos Aires, 2005.
- (es) Isidoro J. Ruiz Moreno, Campañas militares argentinas, tome I, éd. Emecé, Buenos Aires, 2004.
- (es) Miguel Ángel Scenna, Las brevas maduras. Memorial de la Patria, tome I, éd. La Bastilla, Buenos Aires, 1984.